# Agenzia Nazionale Stampa Associata

Logo der ANSA

Die Agenzia Nazionale Stampa Associata (ANSA) ist eine italienische Nachrichten- und Presseagentur, die am 15. Januar 1945 in Rom gegründet wurde. Sie ist eine Genossenschaft aus 30 assoziierten Verlagen und 43 Tageszeitungen Italiens und gilt als führende Nachrichtenagentur Italiens vor Adnkronos und AGI.
In Italien unterhält die ANSA 22 Büros, im Ausland weitere 73. Der Hauptsitz in Rom befindet sich in der Via della Dataria 94, unweit des Quirinalspalastes.
Die Agentur übermittelt mehr als 3500 Meldungen, über 2300 Pressebilder sowie rund 60 Videos am Tag (Stand 2024).
Als erste italienische Nachrichtenagentur begann ANSA bereits 1996 mit der Verteilung von Nachrichten per SMS. Die ANSAmed verbreitet seit 2003 Nachrichten, die den Mittelmeerraum betreffen. Hinzu kommen Ausgaben in englischer, spanischer (ANSA Latina) und portugiesischer Sprache (ANSA Brasil), letztere mit Schwerpunkt auf Lateinamerika, sowie eine Reihe spezialisierter Websites.
Unmittelbarer Vorgänger der ANSA war die am 26. Januar 1853 in Turin gegründete Agenzia Telegrafica Stefani.